# Xanthorhoe leopoldi
Xanthorhoe leopoldi är en fjärilsart som beskrevs av Debauche 1938. Xanthorhoe leopoldi ingår i släktet Xanthorhoe och familjen mätare. Inga underarter finns listade i Catalogue of Life.